# Paramunnopsis justi
Paramunnopsis justi är en kräftdjursart som beskrevs av Jörundur Svavarsson 1988. Paramunnopsis justi ingår i släktet Paramunnopsis och familjen Munnopsidae. Inga underarter finns listade i Catalogue of Life.